# 隐花草
隐花草（学名：Crypsis aculeata）为禾本科隐花草属下的一个种。